# مدوار (مهریز)
مدوار (مهریز)، روستایی از توابع بخش مرکزی شهرستان مهریز در استان یزد ایران است.
روستای مدوار در ۴۰ کيلومترى جنوب يزد و ۱۰ کيلومترى غرب راه يزد – دهشير قرار دارد.
این روستا در يک منطقهٔ کوهپايه‌اى قرار گرفته است. کوه مدوار در غرب و کوه سرخ از رشتهٔ شيرکوه چسبيده به اين آبادى است. آب و هواى روستای مدوار معتدل خشک است.

## جمعیت
این روستا در دهستان خورمیز قرار دارد و براساس سرشماری مرکز آمار ایران در سال ۱۳۸۵، جمعیت آن ۹۸۶ نفر (۲۶۳خانوار) بوده‌است.

## آثار دیدنی
روستای مدوار دارای يک گردشگاه قديمى به نام شاه‌نشين است. این گردشگاه جزو اهم آثار ديدنى و زيارتگاهى به نام قدمگاه از مهم‌ترين آثار مذهبى روستاست.
از مراكز تفرج‌گاهي اين روستا مي توان به تفرجگاه چشمه غربال بيز اشاره كرد.
در شمال غربی روستا يك منطقه باستانی وجود دارد كه بر طبق اظهارات كارشناسان سازمان ميراث فرهنگي استان مربوط به دوران هخامنشي بوده است.